# 70-я отдельная гвардейская мотострелковая бригада
70-я отдельная гвардейская мотострелковая дважды Краснознамённая, орденов Кутузова и Богдана Хмельницкого бригада  — воинская часть Сухопутных войск Вооружённых сил СССР в период Афганской войны.
Сокращённое наименование — 70-я гв. омсбр.

## История
70-я гв. омсбр является преемником 373-го гвардейского мотострелкового полка, который в свою очередь берёт историю от 12-й гвардейской механизированной бригады входившей в состав 5-го гвардейского механизированного корпуса в период Великой Отечественной войны.

### Великая Отечественная война
В ноябре 1942 года была сформирована 55-я механизированная бригада (55-я мехбр) в г.Верхний Уфалей Челябинской области.
С 18 декабря по 9 января 1943 года 55-я мехбр участвовала в боях в составе 6-го механизированного корпуса (6-й МК) на Сталинградском фронте.
За успешное выполнение боевых задач 6-й МК был переименован в 5-й гвардейский механизированный корпус (5-й Гв. МК).
Соответственно 55-я мехбр была переименована в 12-ю гвардейскую механизированную бригаду (12-я гв. мехбр).
12-я гв.мехбр составе 5-го гв. МК прошла через следующие сражения:
- Ростовская операция (1943);
- Курская оборонительная операция;
- Белгородско-Харьковская операция;
- Нижнеднепровская операция;
- Пятихатская операция;
- Знаменская операция;
- Днепровско-Карпатская операция;
- Кировоградская наступательная операция;
- Западно-Карпатская операция;
- Берлинская операция;
- Пражская операция

### Послевоенный период
10 июня 1945 года 5-й гвардейский механизированный корпус был переформирован в 5-ю гвардейскую механизированную дивизию (5-я гв.мехд). 12-я гвардейская механизированная бригада была переформирована в 12-й гвардейский механизированный полк.
29 ноября 1946 года 5-я гв.мехд переведена в ТуркВО с дислокацией в городах Туркменской ССР: Мары, Кушка, Чарджоу, Байрам-Али и Иолотань.
12 марта 1957 года 5-я гв.мехд переформирована в 53-ю гвардейскую мотострелковую дивизию. При этом 12-й гвардейский механизированный полк переименован в 373-й гвардейский мотострелковый полк с дислокацией в г.Кушка.
17 октября 1964 года дивизии вернули её прежний номер и она стала 5-й гвардейской мотострелковой дивизией.

### Афганская война (1979—1989)

#### Ввод и переформирование
25 декабря 1979 года в северо-западную часть ДРА в составе 5-й гвардейской мотострелковой дивизии был введён 373-й гвардейский мотострелковый Краснознамённый, орденов Кутузова и Богдана Хмельницкого полк (373-й гв. мсп).
В силу целесообразности наличия в южной части ДРА (провинциях Кандагар и Гильменд) усиленной тактической единицы ОКСВА, руководством ВС СССР было принято решение о формировании на базе 373-го гв. мсп 70-й отдельной гвардейской мотострелковой бригады (70-я гв. омсбр войсковая часть 71176).
Бригада «выполняла боевые задачи по оказанию интернациональной помощи Правительству Демократической республики Афганистан». Зона ответственности бригады — продолжительная по соприкосновению с Пакистаном, территория юга Афганистана.
Участвовала в различных по масштабу и целям войсковых операциях, в том числе совместных: с ВС, МГБ, МВД — ДРА.
С целью усиления формирования были осуществлены следующие штатно-организационные мероприятия:
- включение в состав 2-го десантно-штурмового батальона 56-й отдельной гвардейской десантно-штурмовой бригады[7];
- укрупнение штатного полкового артиллерийского дивизиона, состав которого вместо 3-х огневых батарей был увеличен до 5 батарей;
- увеличение штатов полкового комплекта подразделений боевого и тылового обеспечения до бригадного комплекта.

Повторное укрупнение части произошло 5 лет спустя введением в состав бригады 4-го мотострелкового батальона.
По окончании формирования к 1 апреля 1980 года 70-я гв. омсбр была передислоцирована в Кандагар с расположением штаба бригады в близости к аэропорту г. Кандагара, юго-восточнее города.

#### Боевая деятельность
С первых дней передислокации 70-й гв. омсбр, бригада вступила в череду боевых действий, не прекращавшихся до вывода Советских войск из Афганистана .
В боевые задачи бригады включались:
- частичный контроль за провинциями Гильменд и Кандагар;
- поддержка правительственных войск ДРА;
- поддержка местных государственных органов управления ДРА;
- сторожевое охранение участков главных автомобильных дорог в регионе (Кандагар — Шинданд и Кандагар — Газни);
- обеспечение режимной зоны вокруг международного аэропорта Кандагара.

#### Усиление бригады
После передислокации в Кандагар выяснилось, что личного состава 70-й гв. омсбр в столь крупной зоне ответственности недостаточно. В связи с этим командованием были осуществлены мероприятия по усилению бригады дополнительными формированиями:
- от 317-го гвардейского парашютно-десантного полка 103-й гв. вдд летом 1980 года в подчинение командира 70-й гв. омсбр, был выделен 3-й парашютно-десантный батальон. Он был передислоцирован в Кандагар, а позже в г. Лашкаргах[10];
- от 28-го армейского артиллерийского полка для артиллерийской поддержки 70-й огмсбр в период с 1980 по 1986 годы была выделена 8-я реактивная артиллерийская батарея на РСЗО 9П140 «Ураган». После 1986 года количество батарей было увеличено до трёх: 2-я и 3-я пушечная самоходная артиллерийская батарея на 2С5 «Гиацинт-С» и 11-я реактивная артиллерийская батарея на РСЗО 9П140 «Ураган»[11];
- От 34-го смешанного авиационного корпуса в подчинение командира 70-й гв. омсбр 11 апреля 1980 года был выделен 280-й отдельный вертолётный полк[12];
- для высвобождения подразделений 70-й гв. омсбр занятых на обеспечении режимной зоны вокруг Международного аэропорта Кандагара, в декабре 1981 года был сформирован 1354-й отдельный батальон охраны (1354-й обо или в/ч 52679)[13];
- К началу 1984 года военное командование СССР принимает решение о ликвидации каналов поставки вооружений и боеприпасов группировкам афганских моджахедов. Следовало взять под контроль караванные дороги и тропы соединяющие Афганистан с Ираном и Пакистаном. С этой целью в провинции Гильменд и Кандагар в 1984 году поэтапно было введено крупное соединение которое частично взяло на себя боевые задачи 70-й гв. омсбр. Это была 22-я отдельная бригада специального назначения с дислокацией штаба в г. Лашкаргах в 130 километрах западнее Кандагара. Данное соединение состояло из отдельных воинских частей (отдельные отряды специального назначения), которые были рассредоточены в афгано-пакистанском и афгано-иранском приграничье и занимались уничтожением караванов с оружием и боеприпасами.

#### Состав

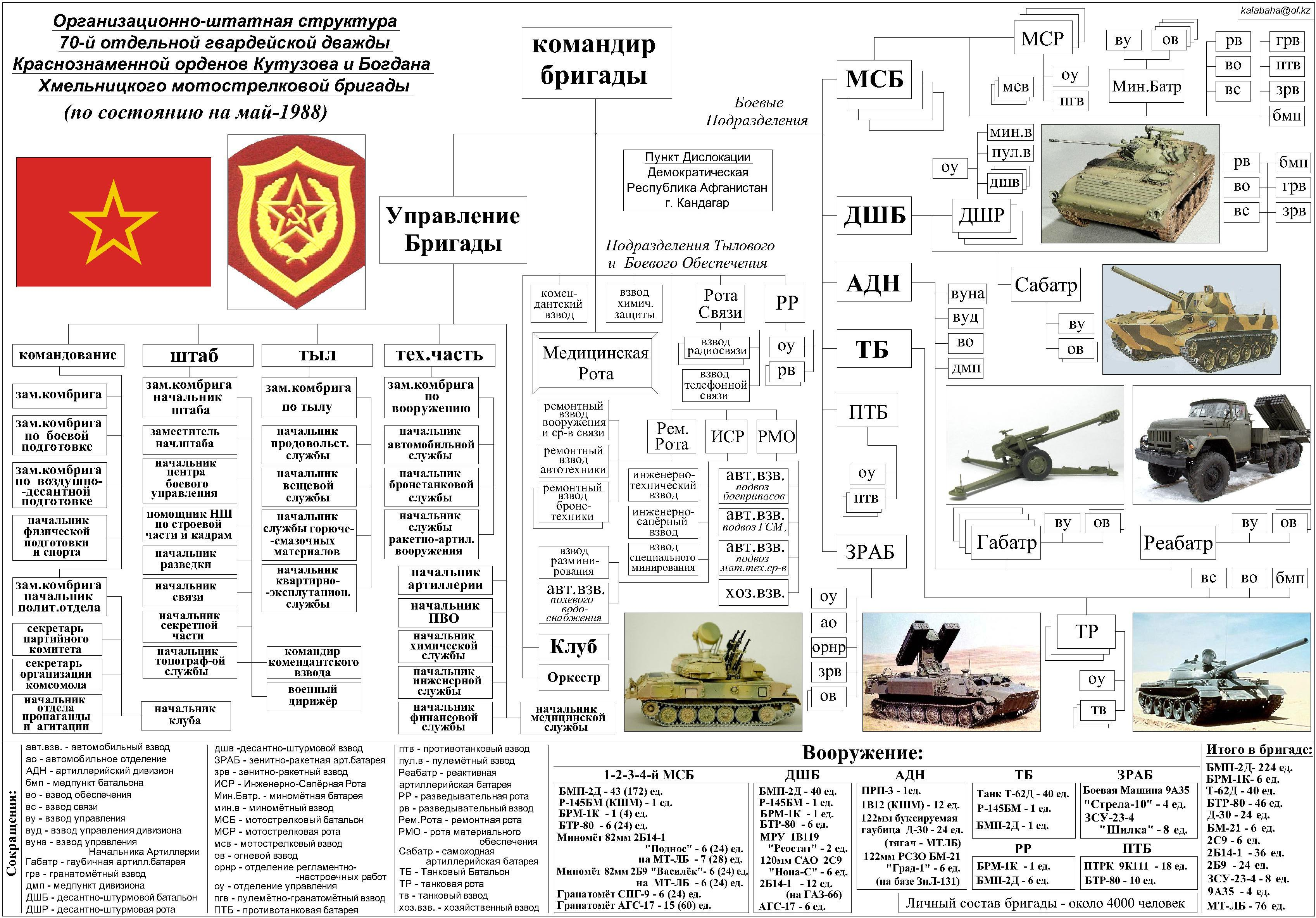
Организационно-штатная структура 70-й отдельной гвардейской мотострелковой бригады на май 1988.

Состав бригады (в/ч 71176) на 1988 год:
- Управление и штаб бригады
  - отряд пропаганды и агитации (БАПО)
  - 847-я станция фельдъегерско-почтовой связи
  - 1145-й банно-прачечный пункт
  - 2307-е торгово-бытовое предприятие
  - оркестр
  - хлебопекарня
  - отдельный огнемётный взвод (до марта 1985 года — взвод химической защиты)
  - комендантский взвод
- 1-й мотострелковый батальон
- 2-й мотострелковый батальон
- 3-й мотострелковый («горный») батальон
- 4-й мотострелковый («пустынный») батальон
- десантно-штурмовой батальон
- танковый батальон
- артиллерийский дивизион
- зенитно-ракетная артиллерийская батарея
- противотанковая батарея
- разведывательная рота
- рота связи
- инженерно-сапёрная рота
- рота материального обеспечения (автомобильная колонна № 201)
- ремонтная рота
- медицинская рота

#### Особенности штатной структуры бригады
- 70-я гв. омсбр и 66-я омсбр, являлись единственными мотострелковыми бригадами в ВС СССР, имевшими в своём штате десантно-штурмовые батальоны. Из-за этого эти бригады нередко называли «общевойсковыми». Также они были крупнейшими бригадами по численности личного состава. В составе 66-й омсбр на один мотострелковый батальон было меньше чем в 70-й гв. омсбр. Другим отличием 70-й гв. омсбр от состава 66-й омсбр являлось наличие противотанковых взводов в штате мотострелковых батальонов. В личном составе 70-й гв. омсбр было около 4000 бойцов.

Уроки войны в Афганистане 1979–1989 годов:

«…Мотострелковая бригада ОКСВА имела численность 3500—4000 человек, 300—550 ед. бронетехники…» 
- артиллерийский дивизион 70-й гв. омсбр имел увеличенный штат из 5 батарей — 4 гаубичные, 1 батарея РСЗО на БМ-21 «Град».
- 4-й мотострелковый батальон был добавлен в состав бригады в апреле 1985 года. Он получил название «пустынный» за рассредоточение по сторожевым заставам и выносным постам в пустынной местности вдоль дороги от н. п. Кишки-Нахуд до Кандагара.
- 3-й мотострелковый батальон имел специализацию для ведения боевых действий в горах, за что и именовался «горным».
- десантно-штурмовой батальон (дшб) имел увеличенный штат. В связи с реалиями боевых действий в Афганистане, каждая из трёх десантно-штурмовых рот дшб состояла не из 3-х взводов (как принято было на территории СССР) — а из 5. Это было связано с усилением огневой мощи подразделений для автономных действий в горах. В составе каждой десантно-штурмовой роты было 3 десантно-штурмовых взвода, 1 миномётный взвод и 1 пулемётный взвод. Десантно-штурмовые роты были усилены миномётными расчётами, несмотря на наличие миномётной батареи (на 120 мм миномётах 2Б11, а после апреля 1984 года на 2С9 «Нона») в штате дшб.
  - Миномётный взвод состоял из 4-х расчётов 82 мм миномётов 2Б14 «Поднос».
  - Пулемётный взвод состоял из 2 отделений — лёгкого и тяжёлого. На вооружении были ПКМ, РПКС-74 и крупнокалиберные «Утёс» НСВ-12,7.

### Вывод из Афганистана
Вывод бригады происходил поэтапно. На первом этапе бригада в полном составе передислоцировалась в Шинданд, в котором произошла частичная сдача вооружения подразделениям правительственных войск ДРА. После чего часть личного состава из Шинданда была перевезена на самолётах в Мары. Оставшийся личный состав проследовал через Герат в н.п.Турагунди на советско-афганской границе.
11 августа 1988 года после сдачи боеприпасов, бригада перешла границу и вошла в Кушку на боевой технике с личным оружием.
На время расформирования бригады личный состав располагался во временном лагере в 40 км от города..
С момента вывода до полного расформирования 70-й гв. омсбр вернули прежнее название — 373-й гвардейский мотострелковый полк и включили в состав 5-й гв.мсд.

## Награды
- Орден Богдана Хмельницкого II степени — указом Президиума Верховного Совета Союза ССР от 25.04.1945 г. — «За образцовое выполнение заданий командования в боях с немецкими захватчиками при овладении городами Ратибор, Вискау и проявленные при этом доблесть и мужество».
- Орден Кутузова II степени — указом Президиума Верховного Совета Союза ССР от 26.05.1945 г. — «За образцовое выполнение заданий командования в боях при прорыве обороны немцев на реке Нейсе и овладение городами Котбус, Люббен, Цоссен, Белитц, Луккенвальде, Тройебритцен, Цана, Мариен, Фельде, Треббин, Рингсдорф, Дидерсдорф, Тельтов».
- Орден Красного Знамени — указом Президиума Верховного Совета Союза ССР от 4.06.1945 г. — «За образцовое выполнение заданий командования в боях с немецкими захватчиками при овладении столицей Германии городом Берлин и проявленные при этом доблесть и мужество».
- Орден Красного Знамени — указом Президиума Верховного Совета Союза ССР от 4.05.1985 года — «За большие заслуги в вооружённой защите социалистической Родины, успехи в боевой и политической подготовке и в связи с 40-летием Победы советского народа в Великой Отечественной войне 1941—1945 годов»[1].

## Герои Советского Союзаиз состава бригады
- Демаков Александр Иванович. Сайт «Герои страны». — 5 июля 1982 года, посмертно
- Запорожан Игорь Владимирович. Сайт «Герои страны». — 7 мая 1985 года,
- Черножуков Александр Викторович. Сайт «Герои страны». — 3 марта 1983 года.

## Командиры
- Солтанов, Аннамурат Солтанович — 1980, последний командир 373-го гвардейского мотострелкового полка;
- Шатин, Михаил Владимирович — 1980—1982, назначен командиром 201-й мотострелковой дивизии;
- Мещеряков, Евгений Иванович — 1982—1983;
- Логинов, Валерий Александрович — 1983—1984;
- Зубко, Иван Васильевич — 1984—1985;
- Степанов, Павел Владимирович — 1985—1987;
- Никулин, Виктор Анатольевич — 1987—1988;
- Гришин, Николай Николаевич — 1988.